# Tour della nazionale maschile di rugby a 15 delle Tonga 1995
La nazionale tongana di Rugby union nel periodo tra le due coppe del mondo si reca varie volte in tournée.
Nel 1994 Tonga si reca in Giappone
| Arbitro: | George Gadjovich |

| |            | |
| Fujikake | mt         | Mahoni 2, Manako 2 Manukia, Taufa, Tuipulotu |
| Nagatomo | tr         | Tuipulotu 3 |
| Nagatomo 3 | c.p.       | Tuipulotu 2 |
| 15.Tatsuya Maeda, 14.Tadashi Goda, 13.Mitsuo Fujikake, 12.Yukio Motoki, 11.Yoshihito Yoshida, 10.Katsuhiro Matsuo (cap), 9.Yogi Nagatomo, 8.Sinali-Tui Latu, 7.Tomoya Haneda, 6.Ko Izawa-Nakamura, 5.Bruce Ferguson, 4.Takashi Akatsuka, 3.Kazuaki Takahashi, 2.Eiji Hirotsu, 1.Yasunobu Sato | Formazioni | 15.Sateki Tuipulotu, 14.Alaska Taufa, 13.Peneili Latu, 12.David Manako, 11.Falanisi Manukia, 10.Elisi Vunipola, 9.Manu Vunipola, 8.Ipolito Fenukitau, 7.Mana 'Otai (cap), 6.Feleti Mahoni, 5.Falamani Mafi, 4.Pouvalu Latukefu, 3.Kolau Fokofuka, 2.Fe'ao Vunipola, 1.Takau Lutua - Sostituti: Unaloto Fa |

| Arbitro: | George Gadjovich |

| |            | |
| Masuho, Matsuda | mt         | Mahoni, Manako |
| | tr         | Tuipulotu |
| Hirose 2 | c.p.       | Tuipulotu 4 |
| 15.Tsutomu Matsuda, 14.Terunori Masuho, 13.Tetsuya Takeyama, 12.Yukio Motoki, 11.Yoshihito Yoshida, 10.Keiji Hirose, 9.Masami Horikoshi, 8.Sinali-Tui Latu, 7.Sione-Tupo Latu Mailangi, 6.Hiroyuki Kajihara, 5.Bruce Ferguson, 4.Yoshihiko Sakuraba, 3.Masanori Takura, 2.Masahiro Kunda (cap), 1.Osamu Ota - Sostituti: Wataru Murata, Ko Izawa-Nakamura | Formazioni | 15.Sateki Tuipulotu, 14.Alaska Taufa, 13.Peneili Latu, 12.David Manako, 11.Falanisi Manukia, 10.Elisi Vunipola, 9.Manu Vunipola, 8.Ipolito Fenukitau, 7.Mana 'Otai (cap), 6.Feleti Mahoni, 5.Falamani Mafi, 4.Pouvalu Latukefu, 3.Kolau Fokofuka, 2.Fe'ao Vunipola, 1.Takau Lutua - Sostituti: Taholo Anitoni, Va'a Toloke |